# Municipio de Platte (condado de Butler)
El municipio de Platte (en inglés, Platte Township) es un municipio del condado de Butler, Nebraska, Estados Unidos. Tiene una población estimada, a mediados de 2021, de 164 habitantes.

## Geografía
Está ubicado en las coordenadas 41°25′1″N 96°57′6″O / 41.41694, -96.95167. Según la Oficina del Censo de los Estados Unidos, tiene una superficie total de 47.04 km², de la cual 44.60 km² corresponden a tierra firme y 2.44 km² son agua.

## Demografía
Según el censo de 2020, en ese momento había 181 personas residiendo en la zona. La densidad de población era de 4.1 hab./km². El 85.08 % de los habitantes eran blancos, el 0.55 % era amerindio, el 0.55 % era isleño del Pacífico, el 2.76 % eran de otras razas y el 11.05 % eran de una mezcla de razas. Del total de la población, el 3.31 % eran hispanos o latinos de cualquier raza.